# Kalinin K-4
Il Kalinin K-4 era un monoplano ad ala alta progettato da Konstantin Alekseevič Kalinin a partire dal Kalinin K-1. Venne costruito in tre versioni complessive.

## Storia

### Sviluppo
Il K-4 aveva parecchi punti in comune con i precedenti modelli di Kalinin. Fu costruito complessivamente in 22 esemplari in tre versioni, e la sua produzione fu interrotta nel 1929, quando divenne disponibile il decisamente più capace Kalinin K-5.

L'esemplare Chervona Ukraina, nell'agosto 1928, riuscì a stabilire un record di percorrenza sulla tratta Kharkov-Mosca-Irkutsk-Mosca-Karkhov.

## Versioni
Complessivamente, furono realizzate tre versioni del Kalinin K-4. In generale, le caratteristiche relative alle dimensioni erano le medesime, mentre differivano i pesi e le prestazioni (ed in un caso anche il motore).
- Aereo di linea: si trattava di un velivolo con un membro di equipaggio, capace di trasportare 4 passeggeri o 410 kg di carico. Le caratteristiche tecniche sono quelle riportate in tabella.
- Fotografia aerea: era caratterizzato dalla presenza, nella cabina di pilotaggio, di un portello in grado di ospitare una o due macchine fotografiche. Il peso a vuoto era di 1 400 kg, mentre quello al decollo raggiungeva i 2 040 kg. La velocità era leggermente superiore (174 km/h), mentre la tangenza raggiungeva i 5500 metri. L'equipaggio era di tre elementi.
- Aereo ambulanza: tale versione presentava differenze sostanziali rispetto a quella base. Infatti, il motore utilizzato era un M-6 da 300 hp, che garantiva prestazioni superiori. In dettaglio, la velocità massima raggiungeva i 175 km/h, il peso a vuoto i 1 440 kg e quello al decollo i 2 240 kg. Decisamente superiori erano la velocità di crociera (155 km/h) e l'autonomia (1 400 km). La versione ambulanza volò per la prima volta nel 1929, ed aveva l'equipaggio di un solo elemento.